# Daiva Ragažinskienė
Daiva Ragažinskienė (* 18. Juni 1986 in Panevėžys als Daiva Tušlaitė) ist eine litauische Radrennfahrerin, die im Straßenradsport aktiv ist.

## Sportlicher Werdegang
Bereits als Juniorin startete Ragažinskienė für Litauen bei internationalen Meisterschaften, 2004 gewann sie bei den Europameisterschaften die Bronzemedaille in der Einerverfolgung der Juiorinnen. Nach dem Wechsel in die Elite wurde sie 2007 Mitglied im italienischen UCI Women’s Team S.C. Michela Fanini Rox, mit dem sie vermehrt an internationalen Rennen teilnahm. 2008 erzielte sie mit einem Etappenerfolg bei der Tour de Pologne Women den einzigen internationalen Sieg ihrer Karriere. Ebenfalls 2008 wurde sie littauische Meisterin im Einzelzeitfahren.
Aufgrund gesundheitlicher Probleme und Erschöpfung zug sich Ragažinskienė 2009 aus dem Radsport zurück. Sie gründete mit dem siebenfachen Landesmeister im Motocross Marius Ragažinskas eine Familie und bekam eine Tochter. Nach dem Mutterschaftsurlaub wurde sie Trainerin und war in einem lokalen Verein für die Mädchenmannschaft verantwortlich. Erst 2013 kehrte sie als aktive Sportlerin in den Radsport zurück.
Von 2014 bis 2018 war Ragažinskienė Mitglied in verschiedenen internationalen Radsportteams, 2015 holte sie die ehemalige Radrennfahrerin Edita Pučinskaitė nach Italien. 2016 hatte sie ihre beste Saison mit mehreren Top-10-Platzierungen, worauf sie 2017 zu Alé Cipollini wechselte, einem der führenden Teams im Frauenradsport. Von 2015 bis 2018 gewann sie viermal in Folge die lettischen Meisterschaften im Straßenrennen. 2016 wurde sie für die Olympische Sommerspiele in Rio de Janeiro nominiert, wo sie im Straßenrennen den 34. Platz belegte. 
Nach der Saison 2018 beendete Ragažinskienė ihre internationale Karriere im Radsport, nimmt aber noch gelegentlich an Gravelrennen sowie nationalen Meisterschaften teil. 2023 wurde sie littauische Meisterin im Cyclocross, 2025 sicherte sie sich nochmals den Titel im Straßenrennen.

## Erfolge
2004
- Bahnradsport-Europameisterschaft – Einerverfolgung (Junioren)

2008
- Litauische Meisterin – Einzelzeitfahren
- eine Etappe Tour de Pologne Women
- Nachwuchswertung Route de France Féminine

2015
- Litauische Meisterin – Straßenrennen

2016
- Litauische Meisterin – Straßenrennen

2017
- Litauische Meisterin – Straßenrennen

2018
- Litauische Meisterin – Straßenrennen

2023
- Litauische Meisterin – Cyclocross

2025
- Litauische Meisterin – Straßenrennen